# Spišská župa

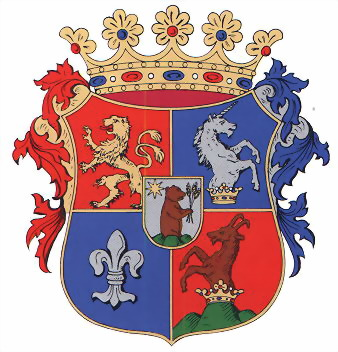
Znak Spiše

Spišská župa (též Spišská stolice a Spišský komitát, latinsky Comitatus Scepusiensis, maďarsky Szepes vármegye, polsky Żupa spiska, německy Komitat Zips/Zipser Gespanschaft) je bývalý komitát, stolice a župa Uherska. Spišská župa se rozkládala převážně v severovýchodní části dnešního Slovenska.

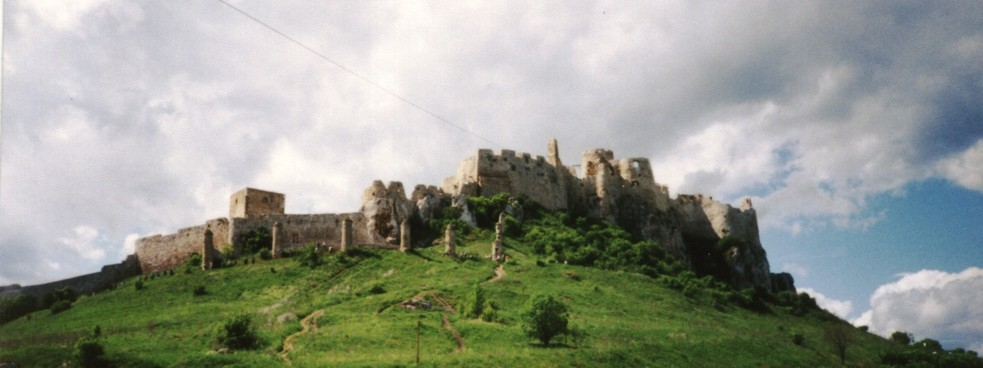
Spišský hrad

Její malá část leží v dnešním jižním Polsku, mezi řekami Dunajcem a Bielou vodou a státní hranicí se Slovenskem.
Dnes je to jen historický název příslušného území bez politické subjektivity (jako Bourbonnais či Artois Baskicko ve Francii, na rozdíl od Burgundska či Svobodného hrabství/Franche Comté, které jsou administrativními regiony), resp. označení jednoho z oficiálních turistických regionů Slovenska, ale mezi lidmi je název tohoto regionu stále zažitý.

## Geografie

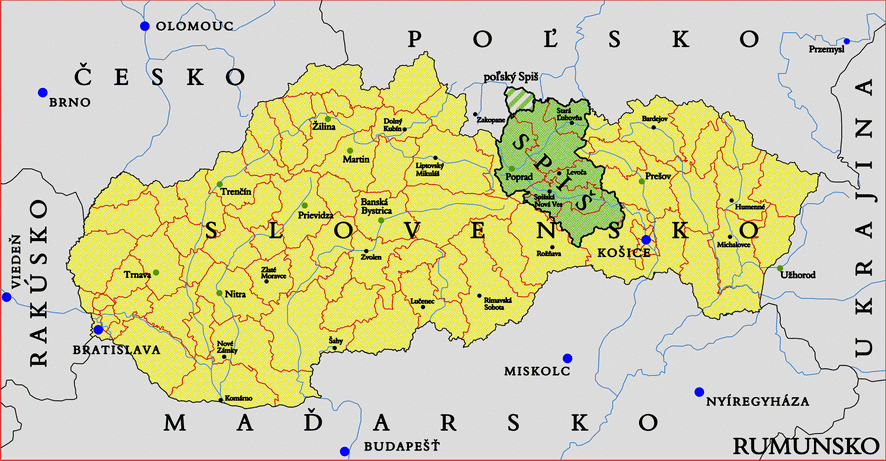
Spišská župa na severovýchodě Slovenska

Spišská stolice sousedila na severu s Polskem (resp. 1772–1918, s rakouskou korunní zemí Halič (dnešní jihovýchodní Polsko a západní Ukrajina) a župami Liptov na západě, Gemer-Malohont na jihu, Abov-Turňa na jihovýchodě a Šariš na východě.
Hranice župy byly přirozeně ohraničené Tatrami na severozápadě, Dunajcem od Tater až po hranici s Šarišem na severu, Slovenským rudohořím na jihu a Levočskými vrchy spolu s Braniskem na východě.
Rozloha Spiše byla v roce 1910 3668 km2. Jádrem Spiše jsou kotliny řek Popradu a Hornádu, v nichž žije převážná většina obyvatelstva, a Vysoké Tatry. Během celé historie bylo území Spišské župy charakteristické vysokým podílem lesů, ještě koncem 19. století lesy pokrývaly více než 42 % území Spiše.
V současnosti území župy odpovídá území těchto okresů: Gelnica, Kežmarok, Levoča, Poprad, Spišská Nová Ves a Stará Ľubovňa. Součástí Spiše nebyly z okresu Poprad obce Vernár (Gemer), Štrba, Tatranská Štrba, Štrbské Pleso a Liptovská Teplička (všechny Liptov) a z okresu Stará Ľubovňa celá část na východ od Ľubovně (Šariš).

## Centrum
Centrem Spiše byl Spišský hrad, podle kterého je region také pojmenován (jméno župy je odvozeno od názvu sídelního hradu u většiny uherských žup). Hrad byl postaven v 12. století. Během tatarských vpádů v 13. století byl útočištěm pro obyvatele okolních měst a vesnic. Od 16. století byla centrem Spiše Levoča (maďarsky Lőcse, německy Leutschau).

## Rody vládnoucích županů
V době, kdy se funkce župana Spišské stolice zastávala dědičně, pocházeli župani z těchto rodů:
- Zápolský, (maďarsky Zápolya) (1464–1527)
- Turzo, (německy Thurzó) (1531–1636)
- Čáki, (maďarsky Csáky) (1638–1848)

## Dějiny

### Hranice a vznik
Území Spiše bylo původně osídleno Slovany. Spiš byl součástí Velkomoravské říše. V 11. století bylo území Spiše z jihu obsazované Uherským královstvím a ze severu Polským královstvím. V té době byl Spiš pokryt převážně pralesy a řídce osídlený. Koncem 11. století tvořila hranici Uherska na Spiši řeka Hornád, na které s cílem bránit severní hranici Uherska uherští panovníci zakládali tzv. strážní osady. Spišský komitát (comitatus Scepusiensis) byl vytvořen v druhé polovině 12. století. V 50. letech 13. století se uherská hranice posunula na severu k Podolínce a na severozápadě na řeku Dunajec, někteří polští historici však připojení části Spiše nad řekou Hornád k Uhersku připisují míru uzavřenému mezi Uherskem a Polskem v Spišské Staré Vsi roce 1193. Region kolem Hniezdného (tehdy Gňazdá) a Staré Ľubovne (nazývaný Districtus Podoliensis) byl včleněn do Uher až na konci 13. století. Severní hranice stolice byla stabilizována až na začátku 14. století.

### Provincie X spišských kopiníků
Do roku 1802 existovala na Spiši zvláštní samostatná malá provincie nazývaná Provincie X spišských kopiníků (Parvus comitatus, Sedes superior, Sedes sedecim lanceatorum), která se rozprostírala na východ od Popradu a byla vytvořena s cílem bránit severní hranici Uherska. Provincie měla svá zvláštní práva: žádný z kopiníků neplatil daně, osvobozeni byli od placení cla na poutích a hraničních celních úřadech, ti co měli zem na 8 popluží (150 jiter, 86,31 m) byli povinni poslat pod prapor krále jednoho ozbrojeného bojovníka, jinak posílali čtyři jednoho. Volili si soudce, kteří měli právo soudit v menších věcech, kromě krádeže a peněz a stoliční soud tedy neměl právo je soudit. Kdo zemřel bez potomka, toho majetek zdědil ten, za koho se provdala jeho vdova či dcera. Tato práva kopiníků byla potvrzena králi Bélou IV. (1243), Karlem Robertem (1314), Vladislavem II. (1511) či dokonce i Ferdinandem I. Habsburským (1552). Obyvateli těchto osad byly převážně Slováci, stejně tak i jména osad. Součástí provincie byly tyto osady: Abrahámovce, Betlanovce, Filice (dnes část Gánovců), Hadušovce (dnes část Spišských Tomášovců), Hôrka (i s částmi Kišovce, Svätý Ondrej, Primovce), Hozelec, Jánovce (včetně Čenčic a Machalovic), Komárov, Levkovce (dnes část Vlkové), ale ve skutečnosti bylo těchto osad více.
Kopiníci byli šlechtici (zemané), ale nebyli rovnoprávní zemanům z jiných částí Uher. Byli to tzv. "místní šlechtici", což znamená, že za šlechtice byli považováni jen ve své obci, mezi svými. Kromě spišských kopiníků se podobnému postavení těšili lovci ze Szent-Gálu nebo z Veszprémské župy.
Provincie netvořila souvislé území, ale měla autonomní vládu podobnou vládám jednotlivých stolic i když formálně byla podřízena Spišské stolici. Největší moc nad ní vykonával hlavní spišský župan (s výjimkou samosprávných záležitostí). V čele samosprávy byl podžupan, jeden služný, notář a neurčitý počet tabulárních soudců. Všichni byli voleni na jeden rok, mohli být voleni opakovaně. Počet soudců se ustaluje v 17. století na dvanácti a od 18. století je jmenuje hlavní župan. Ve druhé polovině 18. století přibyl jeden přísežný, jeden pokladník a jeden fiskál. Jejich působnost byla obdobná župním úředníkům.
Až do 15. století byl jejím centrem Spišský Štvrtok (Donnersmarck, Csütörtökhely), který však nebyl součástí provincie, od roku 1726 byly centrem provincie Betlanovce (Bethelsdorf, Bethlenfalva).
Znakem provincie (stolice) byl z trojvrší vyrůstající medvěd, obrácený doleva, držící tři klasy, provázený v hlavě štítu osmicípou hvězdou. Po připojení provincie k "velké" Spišské župě se znak dostal do srdečního štítu župního znaku (viz vyobrazení v záhlaví – ve stříbrném poli vyrůstá ze zeleného trojvrší doleva otočený přirozený medvěd, držící v předních tlapách tři zlaté klasy; v pravé čtvrti provázen zlatou osmicípou hvězdou).

### Německá kolonizace
Většina spišských měst se rozrostla příchodem Němců. Němci na Spiš (ale i jiné oblasti Uherska) přišli hlavně po tatarském vpádu v 13. století, který změnil Spiš jakož i jiné stolice Uherska na málo zalidněné oblasti (Spiš ztratil až 50 % obyvatel). Následně král Béla IV. Pozval Němce kolonizovat Spiš a jiné oblasti Slovenska, dnešního Maďarska a Sedmihradska (dnešní Rumunsko). Němci pocházeli převážně z oblastí kolem Baltského moře, které byly v té době zpustošené záplavami a ze Švábska (region v dnešním Bádensku-Württembersku). Byli to převážně odborníci v různých odvětvích a horníci. Města zakládaná Němci většinou vznikala hned vedle slovenských usedlostí, které se s nimi později sloučily, protože německá města měla dlouholeté daňové úlevy, které se spojením se slovenskými osadami rozšířily i na jejich slovenské obyvatele. Na jihu Spiše vznikaly převážně hornické usedlosti, později města. Díky německé kolonizaci měl Spiš velkou německou populaci až do konce druhé světové války. Poslední vlna Němců přišla na Spiš v 15. století.
Na začátku 13. století si obyvatelé Spiše vytvořili svou vlastní církevní organizaci nazvanou Bratrstvo 24 duchovních královských farností, která užívala řadu výhod místních představených. Organizace byla obnovena po tatarských vpádech roce 1248.

### Provincie 24 spišských měst
Současně si němečtí obyvatelé Hornádské a Popradské kotliny vytvořili zvláštní politickou jednotku s vlastní správou. Přijali kolektivní privilegia od krále Štěpána V. Roce 1271, které byly potvrzeny a rozšířeny králem Karlem Robertem roce 1317, protože spišští Němci mu pomohli porazit uherské oligarchy v bitvě u Rozhanovců 1312. Toto území mělo garantovanou samosprávu podobnou té, kterou měla královská svobodná města. V roce 1317 toto území zahrnovalo 43 obcí, včetně Levoče a Kežmarku, které z něj vystoupili roku 1344. Od roku 1370 41 obcí používalo společný systém Spišského práva (zvaný v němčině Zipser Willkür). Zpočátku bylo toto území nazýváno Communitas Saxonum de Scepus resp. Provincie Spišských Sasů. Od poloviny 14. století se zredukovalo na 24 obcí a jeho název se změnil na Communitas Saxonum de Scepus resp. Provincie XXIV spišských měst. Na čele Provincie stál comes (Graf, doslova: hrabě) volený rychtáři 24 měst.
Na Spiši se nacházelo ještě jedno privilegované území: do roku 1465 existovala na jihu Spiše privilegovaná německá horní města: Gelnica (Göllnitz, Gelniczbánya) Švedlár (Schwedler, Svedlér), Mníšek nad Hnilcom (Einsiedel, Szepesremete), Helcmanovce (Hannsdorf, Helcmanóc či Nagykunchfalu), Prakovce (Prackendorf, Prakfalu), Vondrišel (Wagendrüssel, maď. Merény, dnes Nálepkovo), Jaklovce (Jeckeldorf, Jekelfalu), Margecany (Margarethen, Margitfalu), Smolník (Schmöllnitz, Szomolnok), Slovinky (do r. 1944 Vyšné a Nižné S. – Oberhöffen, Felsőszalánk a Unterhöffen, Alsószalánk), Krompachy (Krompach, Korompa), které byly také vyňaty zpod jurisdikce Spišské stolice.

### Spišská města v polské zástavě

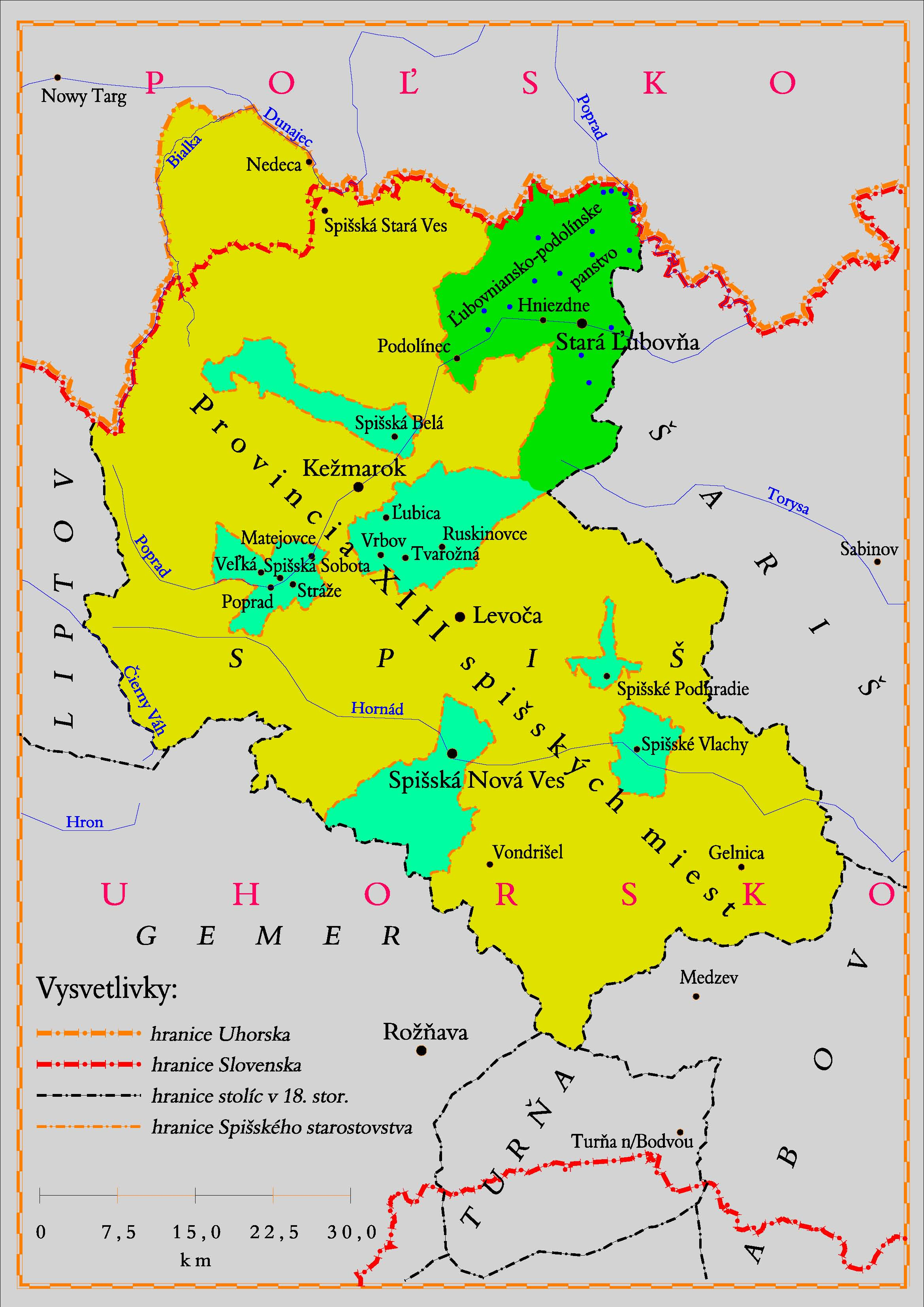
Spišské starostovstvo

Provincie 24 spišských měst byla rozpuštěna v roce 1412, protože uherský král Zikmund Lucemburský dal Polsku do zástavy 13 měst této provincie a panství Ľubovňanského hradu a Podolínec, aby mohl financovat válku proti Benátkám. Výměnou za to dostal 37 000 kop českých grošů.
Podobné zástavy byly v té době běžné, protože za finanční půjčky se nevybíraly úroky. Věřitel dostal do zástavy určité město či oblast, z kterého následně mohl užívat všechny daňové příjmy až do zaplacení dlužné částky. Nikdo však nečekal, že tento dočasná zástava bude trvat až dlouhých 360 let.
V polské zástavě se ocitla tato města: Poprad (Deutschendorf, Poprád), Ľubica (Leibitz, Leibic), Matejovce (Matzdorf, Matheócz), Spišská Sobota (Georgenberg, Szepesszombat), Velká (Felka), Stráže pod Tatrami (Michelsdorf, Sztrázsa), Ruskinovce (Rißdorf, Ruszkin – zaniklá obec v bývalém VVP Javorina u Kežmarku, území obce je dnes součástí obce Tvarožná), Spišská Belá (Zipser Bela, Béla), Spišská Nová Ves (Zipser Neudorf, Igló), Spišské Podhradie (Kirchdrauf, Szepesváralja), Spišské Vlachy (Wallendorf, Szepes Olaszi), Tvarožná (Duresdorf, Duránd) a Vrbov (Menhard, Menhárd) a panství Ľubovňanského hradu s městem Stará Ľubovňa (Lublau, Ólubló) a Hniezdne (do r. 1948 Gňazdá, něm. Kniesen, maď. Gnézda) a panství města Podolínec (maď. a zastarale Podolín, něm. Pudlein) Tato města netvořila souvislé území. Udržela svá privilegia (i když tentokrát ve vztahu k polskému králi, který tato privilegia potvrdil) a vytvořila Provincii 13 spišských měst. Zbývajících 11 měst z bývalých 24 vytvořilo Provincii 11 spišských měst, která si však nedokázala udržet svá práva a roku 1465 byla úplně včleněna do Spišské stolice a města se staly panstvím pána Spišského hradu. Většina z nich se změnila na vesnice a ztratila svůj německý charakter.
Zálohované území zůstali integrální součástí uherského království (i Ostrihomské arcidiecéze), předmětem zálohu byl jen ekonomický prospěch z těchto míst. Polsko bylo oprávněné jmenovat správce ("starosty") těchto míst sídlícího v Staré Ľubovni. Spravovat jejich ekonomické a daňové záležitosti a udržovat vojenské jednotky na důležitých cestách i mimo těchto míst. Díky jejich mezinárodní zprostředkovatelské pozici (německá města se Slováky v Uhrách zálohované Polsku) tato města zažila ekonomický rozkvět. Používání polštiny bylo podporováno polským starostou a studenty z těchto míst navštěvujících Polskou Univerzitu v Krakově.

### Provincie 16 spišských měst
Jelikož Polsko nebylo ochotno vrátit prosperující města, úsilí Uherského království vyplatit dluh (zvláště v letech 1419, 1426 a 1439) selhalo a později nikdo nebyl schopen zaplatit tuto obrovskou sumu peněz, ačkoli celé království opakovaně mluvilo o potřebě tak učinit. Když pak začala být města zejména za vlády Teodora Konstantina Lubomirského, polské královny Marie Josefy či saského hraběte Heinricha von Brühla příliš využívána, císařovna a královna Marie Terezie se rozhodla znovu získat tato města silou. Využila vzpoury šlechty v Polsku v druhé polovině 18. století a obsadila města (se souhlasem polského krále) bez zaplacení dluhu. Tento akt byl potvrzen při prvním dělení Polska roku 1772 a v roce 1773 když byla zástava de iure zrušena. Roku 1778 pak 13 spišských měst znovu získalo práva z roku 1271, která byla ještě rozšířena na další 3 dříve zastavená města, čímž vznikla Provincie 16 spišských měst. Ovšem práva provincie byla postupně redukována a o 100 let později už byla garantována jen v náboženské a kulturní oblasti. Nakonec byla Provincie v roce 1876 zcela rozpuštěna a včleněna do Spišské stolice.

### Některé jiné události
- Pobočka Uherské komory (nejvyššího ekonomického a finančního úřadu královského Uherska) odpovědná za stolice Horních Uher (nejen Spiš), se nazývala Spišská komora. Její sídlem byly Košice a existovala mezi lety 1567 a 1848.
- Kolem roku 1550 vyznání společnosti (bratrství) spišských kněží – Confessio Scepusiana, následovalo po vyznání víry pěti hornouherských míst (Levoča, Prešov, Košice, Bardejov a Sabinov) Confessio Pentapolitany a sedmi středoslovenských měst Confessio Heptapolitana, ve kterých definovali své konfesijní zásady, protože přívrženci reformace často čelili obviněním z kacířství. Podle augsburského míru se však jasně vymezené konfese respektovali.
- Luteránská synoda, nazývaná také Spišská synoda, se konala na Spiši v roce 1614. Jednalo se o protestantské organizaci Spišské a Šarišské stolice.
- V roce 1776 bylo založeno Spišské biskupství pokrývající území stolic Spiš, Orava a Liptov. Sídlem biskupa je Spišská kapitula s románsko-gotickou katedrálou sv. Martina, od svého založení "hodnověrné místo" ("Locus credibilis"), církevní instituce s právy veřejného notářství.
- V roce 1868 21 spišských obcí poslalo své požadavky, nazvané Spišská petice, Uherskému sněmu. Požadovali zvláštní postavení pro Slováky v rámci Uherského království.

## Znak župy
Znak Spiše, zobrazený v záhlaví, spojuje symbol stolice X kopiníků (stříbrný srdeční či přední štít s medvědem) s vlastním znakem župy (čtvrcený zadní štít). Symboly v polích zadního štítu jsou převzaty z erbů hlavního župana a podžupanů: rod Thurzo de Bethlenfalva zastupuje lev, rod Korotnoky jednorožec, rod Berzeviczy de Eadem (Brezovický) kozel. Lilie má být převzata z erbu rodu Draveczky, který však má ve znaku nádobu, z níž vyrůstají lilie se stonky ("zahradní lilie"). V současné podobě byl znak potvrzen králem Ferdinandem V. po připojení župy X kopiníků k Velké Spišské župě (tj. po roce 1802), a to zároveň se svolením přeložit opis župní pečeti do maďarštiny. Opis tak zní A’ KÉT TÖRVÉNYESEN EGYESÜLT SZEPES VÁRMEGYEK’ PECSÉTJE. 1840. ("Pečeť dvou právně sjednocených Spišských žup 1840").

### Vznik a historie znaku
Uherské župy (stolice, komitáty) zavádějí v 15. a 16. století své župní znaky a (nebo) pečeti, často na základě královských privilegií (prvním známým případem byla župa Somogy/Šomoďská, jíž znak udělil privilegiem s erbovní miniaturou král Vladislav Jagellonský. Zlom představoval zákonný článek č. 62 z roku 1550, jímž bylo stolicím přímo nařízeno užívat pečetí se župním znakem. Přerušila se tak dosavadní tradice, kdy se písemnosti župy stvrzovaly pečetí vrchního župana, případně podžupana a slúžných. Král Ferdinand I. pak na požádání potvrdil či udělil téhož roku znakové pečeti stolicím Trenčanské, Zemplínské, Liptovské a Hontské/Hont, o rok později Novohradské a dalšího roku Abovské/Abaúj (zastarale též Abanovohrad) a Tekovské/Bars.
Stolice, které nekodifikovaly v 16.–17. století vlastní erb, používaly zvláštní kruhové pečeti s latinskými literami, které dohromady dávaly latinský název té které stolice. Tato pečetítka dostali do úschovy podžupan a 3 slúžní nebo 4 slúžní, vždy po jednom, a listina byla autentická, pokud byl na ní celý název stolice. Tak tomu bylo i na Spiši: pečetítka s nápisy dávaly dohromady slovo SE/PV/SI/VM a otiskovaly se do jedné pečeti. Dle Ladislava Vrteľa je odtud jen krok ke znaku stolice, který nese symboly z erbu čtyř stoličních úředníků (Vrteľ jméno Draveczky nezmiňuje). Vyobrazení nápisové pečeti dle toho schématu převzal L. Vrteľ od PhDr. Františka Zifčáka (str. 159 cit. díla).
Dle Heraldického registru SR byl znak "velké" Spišské stolice udělen roku 1593. Připojení provincie XVI. spišských měst se neprojevilo další změnou znaku.

### Současnost znaku
Znak Spišské župy dnes není oficiálním symbolem. Je však symbolicky (svým prvním polem – zlatým lvem v červeném poli) ve znacích dvou samosprávných krajů – Košického a Prešovského.

## Národnosti
Podle sčítání obyvatel v Uhersku v letech 1869, 1880, 1890, 1900 a 1910 v slovenské části Spiše žily tyto národnosti:
| Sčítání roce | Slováci | Němci  | Rusíni | Maďaři | Jiní  |
| ------------ | ------- | ------ | ------ | ------ | ----- |
| 1869         | 50,4 %  | 35,0 % | 13,8 % | 0,7 %  | 0,1 % |
| 1880         | 53,3 %  | 29,5 % | 10,0 % | 2,1 %  | 5,1 % |
| 1890         | 54,5 %  | 29,2 % | 11,4 % | 3,3 %  | 1,6 % |
| 1900         | 55,8 %  | 26,2 % | 8,8 %  | 6,6 %  | 2,6 % |
| 1910         | 54,1 %  | 23,3 % | 7,5 %  | 11,3 % | 3,8 % |

Na Spiši však během celé historie nežili téměř žádní Maďaři (pouze při obsazování Spiše na začátku 11. století tvořili obyvatelstvo strážných obcí, a na konci 1. světové války žilo mnoho Maďarů v Krompachách, pracujících v tamní huti). Náhlý nárůst počtu obyvatel maďarské národnosti po roce 1869 lze vysvětlit statistickou manipulací (kritériem byl nejpoužívanější jazyk) a silná Maďarizace zejména mezi Němci.
Na severu Spiše, hlavně v bývalém okrese Spišská Stará Ves, ale také na Oravě a polském Spiši a Oravě, žije malá menšina, nazývající se Goralé. Vyprávějí jazykem blízkým jak češtině, jakož i polštině a obsahujícím i mnoho karpatismů. Tato jazyková menšina vznikla v důsledku tří migračních vln: ze Sączského regionu a Nižného Podhalí (13.–17. století) i Skalního Podhalí 18. století. Polština/goralský dialekt koncem 18. století byla v kostelích a školách postupně nahrazována češtinou. Tím, že je polská vláda v roce 1918 považovala za Poláky, tak vznikly požadavky Polska na tento region. Oni sami sebe považovali za Slováky už alespoň od 18. století, následkem výše popsané přirozené slovakizace.

## Náboženské složení
Podle sčítání obyvatel v Uhersku v letech 1869, 1880, 1890, 1900 a 1910 na Spiši byly jeho obyvatelé příslušníky těchto vyznání (pro rok 1869 jde o údaje z celé stolice, pro další roky jen ze slovenské části):
| Sčítání roce | Římskokatolické | Evangelické a. v. | Řeckokatolický | Reformované křesťanské | Židovské | Pravoslavné | Jiné  |
| ------------ | --------------- | ----------------- | -------------- | ---------------------- | -------- | ----------- | ----- |
| 1869         | 63,5 %          | 20,5 %            | 13,2 %         | 0,2 %                  | 2,7 %    | 0,0 %       | 0,0 % |
| 1880         | 61,9 %          | 20,4 %            | 13,9 %         | 0,3 %                  | 3,5 %    | 0,04 %      | 0,0 % |
| 1890         | 63,0 %          | 18,9 %            | 14,0 %         | 0,3 %                  | 3,8 %    | 0,0 %       | 0,0 % |
| 1900         | 64,6 %          | 17,0 %            | 13,6 %         | 0,5 %                  | 4,3 %    | 0,04 %      | 0,0 % |
| 1910         | 66,4 %          | 16,1 %            | 12,0 %         | 0,8 %                  | 4,4 %    | 0,2 %       | 0,1 % |

Mezi sčítáními lidu v letech 1869 a 1910 došlo k mírnému růstu příslušníků římskokatolického vyznání ze 63,5 % na 66,4 % na celkovém podílu obyvatelstva Spišské stolice (nárůst o 4,5 %), také k nárůstu židovského vyznání z 2,7 % na 4,4 % (více než 60% nárůst). Naopak v minulosti silně evangelický Spiš nadále ztrácela příslušníků evangelického vyznání, kde došlo k poklesu vyznavače z 20,5 % na 16,1 % (pokles o více než 20%). Většina příslušníků židovského vyznání se podobně jako v ostatním Uhersku hlásila k maďarské národnosti (resp. k maďarštině jako nejpoužívanější obcovací řeči, jelikož národnost v Uhersku nebyla zjišťována).

## Okresy
Od začátku 15. století byla Spišská stolice rozdělena na 3 slúžnovské okresy, v letech 1598–1773 se jmenovaly:
- První (Processus primus)
- Druhý (Processus Secundus)
- Třetí (Processus tertius)

V roce 1798 za Josefa II. se jejich počet zvýšil na 4:
- Banský slúžnovský okres (Processus Montanus)
- Levočský (Processus Leuchoviensis)
- Magurský (Processus Maguranus)
- Tatranský nebo i Karpatský (Processus Carpaticus) začátkem 19. století se nazýval i Podtatranský s.o. (Processus Sub-Carpaticus)

V druhé polovině 19. století se Spiš dělil už na 6 okresů:
- Banský okres/Bánayi jarás se sídlem v Gelnici
- Okres Levoča/Lőcsei jarás
- Pohornádský okres/Hernádvölgyi Jarás se sídlem v Betlanovcích
- Tatranský okres/Tátrai jarás se sídlem v Kišovcích (Kissóc)
- Popradský okres /Poprádvölgyi jarás (pojmenován dle řeky, ne dle města) se sídlem v Podolínci
- Magurský okres/Magurai jarás se sídlem ve Spišské Staré Vsi.

A později (zhruba po roce 1910) těchto 8:
- Gelnica (maďarsky: Gölnicbánya)
- Kežmarok (maďarsky: Késmárk)
- Levoča (maďarsky: Lőcse)
- Spišská Nová Ves (maďarsky: Igló)
- Spišská Stará Ves (maďarsky: Szépesófalu)
- Spišská Sobota (maďarsky: Szepesszombat, dnes městská část Popradu), od r. 1922 se sídlem v Popradu
- Spišské Podhradie (maďarsky: Szepesváralja)
- Stará Ľubovňa (maďarsky: Ólubló)

- Města se zřízeným magistrátem (nepodléhala okresům) (maď. Rendezett Tanácsa város)[7]:
  - Gelnica
  - Hniezdne
  - Kežmarok
  - Levoča
  - Ľubica
  - Podolínec
  - Poprad
  - Spišská Belá
  - Spišská Nová Ves
  - Spišské Podhradie
  - Spišská Sobota
  - Spišské Vlachy
  - Stará Ľubovňa

Spišská župa byla svým počtem 13 měst se zřízeným magistrátem největší v celém Uherském království.